# Richard Brausewetter
Richard Brausewetter (Pseudonym: Oskar Usedom; * 3. Februar 1866 in Stettin; † 21. Oktober 1916 in Freiburg im Breisgau) war ein deutscher Offizier und Schriftsteller.

## Leben
Richard Brausewetter war der Sohn des Stettiner Kaufmanns Hans Friedrich Oskar Brausewetter (1833–1877) und dessen Ehefrau Natalie Saunier (1842–1927), einer Enkelin des Theaterdichters Louis Angely. Er hatte zwei Brüder, den evangelischen Theologen und Romanschriftsteller Artur Brausewetter sowie den Arzt und Schriftsteller Max Brausewetter. Sein Sohn Horst, der den Rang eines Oberst innehatte, kämpfte im Zweiten Weltkrieg an der Ostfront, wo er sein Leben verlor.
Brausewetters militärische Laufbahn begann Mitte der 1880er Jahre als Portepeefähnrich in Potsdam. Später trat er als Offiziersaspirant in das 1. Ostpreußische Fußartillerie-Regiment zu Königsberg ein. Über Stationen in Ulm, Breisach und Straßburg führte ihn sein Weg schließlich in das Kriegsministerium nach Berlin. Während des Ersten Weltkriegs diente er als Major und Kommandeur des Königlich Preußischen Fußartillerie-Regiments „von Dieskau“ (Schlesisches) Nr. 6. Für seine Verdienste wurde er mit dem Eisernen Kreuz I. und II. Klasse sowie weiteren militärischen Auszeichnungen geehrt.
Neben seiner militärischen Karriere war Brausewetter auch schriftstellerisch tätig. Unter dem Pseudonym Oskar Usedom veröffentlichte er mehrere Romane, darunter Höhenrekord, Gebieterin Pflicht und Mannesehre, die zu seinen erfolgreichsten Werken zählten.
Richard Brausewetter verstarb 1916 während des Ersten Weltkriegs infolge einer Operation aufgrund eines Zwölffingerdarmleidens.

## Romane
- Über den Ocean, Leipzig 1902
- Gebieterin Pflicht, Berlin 1908
- Mannesehre, Berlin 1909
- Höhenrekord: Roman aus der Fliegerwelt von Oskar Usedom, Dresden / Leipzig 1915
- Im Kampf mit dem russischen Koloß, Leipzig 1916